# ای نسیم سحر آرامگه یار کجاست
غزلی با مطلع « ای نسیمِ سحر آرامگَهِ یار کجاست »، غزل شمارهٔ ۱۹ از دیوانِ حافظ در تصحیحِ محمد قزوینی و قاسم غنی است.